# Parròquia de Kazdanga
La Parròquia de Kazdanga (en letó: Kazdangas pagasts) és una unitat administrativa del municipi d'Aizpute, Letònia. Abans de la reforma territorial administrativa de l'any 2009 pertanyia al raion de Liepaja.

## Pobles, viles i assentaments
| - Bojas - Cildi - Kannenieki - Kapši - Kazdanga (centre parroquial) - Mazbojas |  | - Rokaiži - Tebras - Valata - Vecpils - Ziemciems |  |